# メセレク・メルカム
メセレク・メルカム（Meselech Melkamu、1985年4月19日 - ）はエチオピアの陸上競技選手、専門は5000m、10000m、クロスカントリーを主とする長距離走。アムハラ州デブレマルコス（Debre Marqos）出身。北京オリンピック女子5000mエチオピア代表。
2008年アディスアベバで開催されたアフリカ陸上競技選手権5000mにおいて、同種目の世界記録保持者メセレト・デファーを破って優勝した。2008年8月北京オリンピック5000mでは15分49秒03の記録で8位となった。
2009年6月14日ユトレヒトで開催された競技会において10000m29分53秒80の記録を残したことで知られている。これは1993年に中華人民共和国の王軍霞が残した当時同種目世界記録であった29分31秒78に次ぐ世界歴代2位（当時）の記録である。メルカムは10000m30分の壁を越えた（8人中）4番目の選手であり、その偉業を達成した4人のエチオピア選手のうちの1人である。2009年8月世界陸上競技選手権ベルリン大会10000mでは30分51秒34の記録でケニアのリネト・マサイに次ぐ2位に入った。

## 主な戦績
| 年度 | 大会名                             | 開催地                        | 順位 | 種目     |
| ---- | ---------------------------------- | ----------------------------- | ---- | -------- |
| 2004 | 世界ジュニア陸上競技選手権         | グロッセート（ イタリア）     | 優勝 | 5000m    |
| 2005 | 世界クロスカントリー選手権         | サンテティエンヌ（ フランス） | 6位  | ショート |
| 2005 | 世界クロスカントリー選手権         | サンテティエンヌ（ フランス） | 優勝 | 国別対抗 |
| 2005 | 世界クロスカントリー選手権         | サンテティエンヌ（ フランス） | 4位  | ロング   |
| 2005 | 世界クロスカントリー選手権         | サンテティエンヌ（ フランス） | 優勝 | 国別対抗 |
| 2005 | 世界陸上競技選手権                 | ヘルシンキ（ フィンランド）   | 4位  | 5000m    |
| 2005 | IAAFワールドアスレチックファイナル | モンテカルロ（ モナコ）       | 5位  | 3000m    |
| 2006 | 世界クロスカントリー選手権         | 福岡（ 日本）                 | 3位  | ショート |
| 2006 | 世界クロスカントリー選手権         | 福岡（ 日本）                 | 優勝 | 国別対抗 |
| 2006 | 世界クロスカントリー選手権         | 福岡（ 日本）                 | 3位  | ロング   |
| 2006 | 世界クロスカントリー選手権         | 福岡（ 日本）                 | 優勝 | 国別対抗 |
| 2006 | アフリカ陸上競技選手権             | バンブース（ モーリシャス）   | 6位  | 5000 m   |
| 2006 | IAAFワールドアスレチックファイナル | シュトゥットガルト（ ドイツ） | 6位  | 5000m    |
| 2007 | 世界クロスカントリー選手権         | モンバサ（ ケニア）           | 3位  | シニア   |
| 2007 | 世界クロスカントリー選手権         | モンバサ（ ケニア）           | 優勝 | 国別対抗 |
| 2007 | オールアフリカゲームズ             | アルジェ（ アルジェリア）     | 2位  | 5000m    |
| 2007 | 世界陸上競技選手権                 | 大阪（ 日本）                 | 6位  | 5000m    |
| 2007 | IAAFワールドアスレチックファイナル | シュトゥットガルト（ ドイツ） | 5位  | 5000m    |
| 2008 | 世界室内陸上競技選手権             | バレンシア（ スペイン）       | 2位  | 3000m    |
| 2008 | 世界クロスカントリー選手権         | エディンバラ（ イギリス）     | 9位  | シニア   |
| 2008 | 世界クロスカントリー選手権         | エディンバラ（ イギリス）     | 優勝 | 国別対抗 |
| 2008 | アフリカ陸上競技選手権             | アディスアベバ（ エチオピア） | 優勝 | 5000m    |
| 2008 | 北京オリンピック                   | 北京（ 中華人民共和国）       | 8位  | 5000m    |
| 2008 | IAAFワールドアスレチックファイナル | シュトゥットガルト（ ドイツ） | 3位  | 5000m    |
| 2009 | Wereldrecordfestival               | ユトレヒト（ オランダ）       | 優勝 | 10000m   |
| 2009 | 世界陸上競技選手権                 | ベルリン（ ドイツ）           | 2位  | 10000m   |
| 2009 | 世界陸上競技選手権                 | ベルリン（ ドイツ）           | 5位  | 5000m    |
| 2009 | IAAFワールドアスレチックファイナル | テッサロニキ（ ギリシャ）     | 9位  | 5000m    |

### 記録
- 1500m - 4分07秒52（2007年）
- 1マイル - 4分33秒94（2003年）
- 3000m - 屋外 - 8分34秒73（2005年） 室内 - 8分23秒74（2007年）
- 5000m - 14分31秒91（2010年）
- 10000m - 29分53秒80（2009年）